# Сер (титула)
Сер (енгл. Sir) је додатак који се ставља испред имена носиоца одређеног достојанства кога додељује британски монарх.
Сама титула је у ствари витез бакалауреј, витез ордена или баронет, док се сер користи као стил у обраћању. Еквивалент за женски пол био би дама (енгл. Dame).
Додељивање признања, почасти и титула у Уједињеном Краљевству има дугу историјску традицију, коју су у мањој мери започели још англо-саксонски краљеви. Први витешки ред установио је Едвард III 1348. године и то је био Орден подвезице. Од тада је низ британских краљева оснивало друге редове од којих су неки у међувремену и ишчезли.
Британски систем признања је изузетно комплексан. Тако један појединац може да буде члан витешког реда, али да истовремено не може да користи титулу сера. Уједно, између чланова различитих редова постоји и одређена хијерархија; тако је, на пример, витез или дама Ордена подвезице надређена већини других витезова.
Традиционално, увођење у витешки ред врши владајући британски монарх (тренутно краљ Чарлс III), али и други чланови краљевске породице имају извесне могућности и надлежности у специфичним редовима. Од краљице, у просеку, титулу витеза годишње добије око 2.600 људи за ванредну храброст, достигнућа или залагање у служби Уједињеног Краљевства.
Тројица Срба имала су ову титулу. Први је био војвода Живојин Мишић који је своју титулу добио 19. новембра 1917. године, други је био Славко Грујић маршал двора и дипломата а трећи Милан Антић, министар двора династије Карађорђевић.